# FA Cup 2023-24
La FA Cup 2023-24 fue la 143.ª edición del torneo más antiguo del mundo, siendo patrocinada por Emirates, es conocida como «Emirates FA Cup 2023-24». El ganador clasificó a la fase de grupos de la Liga Europa de la UEFA 2024-25.
El campeón de esta edición fue el Manchester United al derrotar en la final al Manchester City, por un marcador de 2-1, en el Estadio de Wembley.

## Equipos participantes
La FA Cup es una competición eliminatoria en la que participan 124 equipos que intentan llegar a la final en Wembley en mayo de 2024. La competencia consiste en los 92 equipos del sistema de la Football League (20 equipos de la Premier League y los 72 en total del EFL Championship, EFL League One y EFL League Two) más los 32 equipos supervivientes de 640 equipos del Sistema de ligas de fútbol de Inglaterra (todos menos once clubes del 5 al 9 y once reemplazos del nivel 10 del Sistema de ligas de fútbol de Inglaterra) que comenzaron la competencia en las rondas de clasificación. Las rondas de clasificación se realizan sobre una base geográfica y las rondas principales de competencia se sortean al azar, por lo general, ya sea al finalizar la ronda anterior o en la noche del último juego televisado de una ronda que se está jugando, según los derechos de transmisión de televisión. 
| Ronda            | Fecha principal        | Número de partidos | Cantidad de equipos que pasan a la siguiente ronda | Equipos que entran en la ronda | Premio económico del ganador | Premio económico del perdedor | Divisiones que entran en esa ronda                                                        |
| ---------------- | ---------------------- | ------------------ | -------------------------------------------------- | ------------------------------ | ---------------------------- | ----------------------------- | ----------------------------------------------------------------------------------------- |
| Primera Ronda    | 4 de noviembre de 2023 | 40                 | 80 → 40                                            | 48                             | £41,000                      | Ninguno                       | 24 equipos de la English Football League One 24 equipos de la English Football League Two |
| Segunda Ronda    | 2 de diciembre de 2023 | 20                 | 40 → 20                                            | Ninguno                        | £67,000                      | Ninguno                       | Ninguno                                                                                   |
| Tercera Ronda    | 6 de enero de 2024     | 32                 | 64 → 32                                            | 44                             | £105,000                     | Ninguno                       | 20 equipos de la Premier League 24 equipos de la EFL Championship                         |
| Cuarta ronda     | 27 de enero de 2024    | 16                 | 32 → 16                                            | Ninguno                        | £120,000                     | Ninguno                       | Ninguno                                                                                   |
| Octavos de final | 28 de febrero de 2024  | 8                  | 16 → 8                                             | Ninguno                        | £225,000                     | Ninguno                       | Ninguno                                                                                   |
| Cuartos de final | 16 de marzo de 2024    | 4                  | 8 → 4                                              | Ninguno                        | £450,000                     | Ninguno                       | Ninguno                                                                                   |
| Semifinal        | 20 de abril de 2024    | 2                  | 4 → 2                                              | Ninguno                        | £1,000,000                   | £500,000                      | Ninguno                                                                                   |
| Final            | 25 de mayo de 2024     | 1                  | 2 → 1                                              | Ninguno                        | £2,000,000                   | £1,000,000                    | Ninguno                                                                                   |

Fuente: FA Cup

## Rondas de clasificación
Todos los equipos que no pertenezcan a las primeras cuatro divisiones de la pirámide del fútbol Inglés (Premier League, Championship, League One y League Two) tienen que jugar rondas de clasificación, la cantidad varía dependiendo de la división en la que se encuentre el equipo. En caso de empates en la primera, segunda, tercera y cuarta ronda, habrá partido de desempate (replay) en el estadio del equipo visitante de la ida y si en estos partidos de desempate persistió el empate, jugaron prórroga y penaltis. 

## Primera ronda
Los ganadores de los 32 partidos de la última ronda de preclasficación se unieron a los equipos de League One y League Two en las 40 llaves disputadas durante el fin de semana del 14 de octubre de 2023. El sorteo se llevó a cabo el 15 de octubre de 2023 por Paul Parker y Jobi McAnuff. En esta ronda los equipos en la división más baja de la pirámide fueron Cray Valley Paper Mills, Ramsgate y Sheppey United, todos de la octava división. En caso de empate hubo partido de desempate (replay).
| Equipo 1               | Resultado | Equipo 2                |
| ---------------------- | --------- | ----------------------- |
| Sheppey United         | 1–4       | Walsall                 |
| Barnsley               | 3–3       | Horsham                 |
| Northampton Town       | 1–3       | Barrow                  |
| Curzon Ashton          | 0–1       | Barnet                  |
| Alfreton Town          | 2–0       | Worthing                |
| Bolton Wanderers       | 4–0       | Solihull Moors          |
| Exeter City            | 0–2       | Wigan Athletic          |
| Leyton Orient          | 3–1       | Carlisle United         |
| Hereford               | 0–2       | Gillingham              |
| Oxford United          | 2–0       | Maidenhead United       |
| Newport County         | 2–0       | Oldham Athletic         |
| Swindon Town           | 4–7       | Aldershot Town          |
| Marine                 | 1–5       | Harrogate Town          |
| Port Vale              | 0–0       | Burton Albion           |
| Peterborough United    | 2–2       | Salford City            |
| Eastleigh              | 5–1       | Boreham Wood            |
| Bradford City          | 1–2       | Wycombe Wanderers       |
| Shrewsbury Town        | 3–2       | Colchester United       |
| Bristol Rovers         | 7–2       | Whitby Town             |
| Lincoln City           | 1–2       | Morecambe               |
| Sutton United          | 2–1       | Fylde                   |
| Reading                | 3–2       | Milton Keynes Dons      |
| Doncaster Rovers       | 2–2       | Accrington Stanley      |
| Chester                | 0–0       | York City               |
| Scarborough Athletic   | 1–1       | Forest Green Rovers     |
| Notts County           | 3–2       | Crawley Town            |
| Stockport County       | 5–1       | Worksop Town            |
| Yeovil Town            | 3–2       | Gateshead               |
| Stevenage              | 4–3       | Tranmere Rovers         |
| Chesham United         | 0–2       | Maidstone United        |
| AFC Wimbledon          | 5–1       | Cheltenham Town         |
| Cambridge United       | 2–1       | Bracknell Town          |
| Ramsgate               | 2–1       | Woking                  |
| Bromley                | 0–2       | Blackpool               |
| Mansfield Town         | 1–2       | Wrexham                 |
| Chesterfield           | 1–0       | Portsmouth              |
| Kidderminster Harriers | 1–2       | Fleetwood Town          |
| Slough Town            | 1–1       | Grimsby Town            |
| Crewe Alexandra        | 2–2       | Derby County            |
| Charlton Athletic      | 1–1       | Cray Valley Paper Mills |

| Equipo 1                | Resultado    | Equipo 2             |
| ----------------------- | ------------ | -------------------- |
| Horsham                 | 0–3          | Barnsley             |
| Burton Albion           | 0–2          | Port Vale            |
| Salford City            | 4–4 (4–5 p.) | Peterborough United  |
| Accrington Stanley      | 1–2          | Doncaster Rovers     |
| York City               | 2–1          | Chester              |
| Forest Green Rovers     | 5–2          | Scarborough Athletic |
| Grimsby Town            | 7–2          | Slough Town          |
| Derby County            | 1–3          | Crewe Alexandra      |
| Cray Valley Paper Mills | 1–6          | Charlton Athletic    |

| Equipo 1             | Resultado | Equipo 2            |
| -------------------- | --------- | ------------------- |
| Scarborough Athletic | 2–4       | Forest Green Rovers |

## Segunda ronda
El sorteo de la segunda ronda de la FA Cup fue llevado a cabo por Dave Beasant y Anita Asante, este consistía de los 40 equipos ganadores de la primera ronda. La segunda ronda tuvo un equipo de octava división, Ramsgate, el equipo de la división más baja en la competición. En caso de empate hubo partido de desempate (replay).
| Equipo 1            | Resultado | Equipo 2            |
| ------------------- | --------- | ------------------- |
| Notts County        | 2–3       | Shrewsbury Town     |
| York City           | 0–1       | Wigan Athletic      |
| Maidstone United    | 2–1       | Barrow              |
| Wycombe Wanderers   | 0–2       | Morecambe           |
| Cambridge United    | 4–0       | Fleetwood Town      |
| Bolton Wanderers    | 5–1       | Harrogate Town      |
| Peterborough United | 2–1       | Doncaster Rovers    |
| Gillingham          | 2–0       | Charlton Athletic   |
| Stevenage           | 1–1       | Port Vale           |
| Newport County      | 1–1       | Barnet              |
| Oxford United       | 2–0       | Grimsby Town        |
| Sutton United       | 3–0       | Horsham             |
| Eastleigh           | 2–1       | Reading             |
| Chesterfield        | 1–0       | Leyton Orient       |
| Aldershot Town      | 2–2       | Stockport County    |
| Wrexham             | 3–0       | Yeovil Town         |
| AFC Wimbledon       | 5–0       | Ramsgate            |
| Alfreton Town       | 0–0       | Walsall             |
| Crewe Alexandra     | 2–4       | Bristol Rovers      |
| Blackpool           | 3–0       | Forest Green Rovers |

| Equipo 1         | Resultado    | Equipo 2       |
| ---------------- | ------------ | -------------- |
| Port Vale        | 3–3 (3–4 p.) | Stevenage      |
| Barnet           | 1–4          | Newport County |
| Walsall          | 1–0          | Alfreton Town  |
| Stockport County | 0–1          | Aldershot Town |

## Tercera ronda
El sorteo de la tercera ronda se llevó a cabo el 3 de diciembre de 2023, consistió de los 20 ganadores de la ronda anterior, los 20 equipos de la Premier League y los 24 equipos de la EFL Championship. En caso de empate habrá partido de desempate (replay). El Maidstone United de la sexta división será el equipo de la división más baja en esta ronda.
| Equipo 1             | Resultado | Equipo 2                |
| -------------------- | --------- | ----------------------- |
| Crystal Palace       | 0–0       | Everton                 |
| Brentford            | 1–1       | Wolverhampton Wanderers |
| Fulham               | 1–0       | Rotherham United        |
| Tottenham Hotspur    | 1–0       | Burnley                 |
| Wimbledon            | 1–3       | Ipswich Town            |
| Millwall             | 2–3       | Leicester City          |
| Coventry City        | 6–2       | Oxford United           |
| Maidstone United     | 1–0       | Stevenage               |
| Sunderland           | 0–3       | Newcastle United        |
| Stoke City           | 2–4       | Brighton & Hove Albion  |
| Norwich City         | 1–1       | Bristol Rovers          |
| Southampton          | 4–0       | Walsall                 |
| Watford              | 2–1       | Chesterfield            |
| Blackburn Rovers     | 5–2       | Cambridge United        |
| Gillingham           | 0–4       | Sheffield United        |
| Queens Park Rangers  | 2–3       | Bournemouth             |
| Plymouth Argyle      | 3–1       | Sutton United           |
| Newport County       | 1–1       | Eastleigh               |
| Hull City            | 1–1       | Birmingham City         |
| Middlesbrough        | 0–1       | Aston Villa             |
| Sheffield Wednesday  | 4–0       | Cardiff City            |
| Swansea City         | 2–0       | Morecambe               |
| Chelsea              | 4–0       | Preston North End       |
| Luton Town           | 0–0       | Bolton Wanderers        |
| Shrewsbury Town      | 0–1       | Wrexham                 |
| West Ham United      | 1–1       | Bristol City            |
| West Bromwich Albion | 4–1       | Aldershot Town          |
| Peterborough United  | 0–3       | Leeds United            |
| Nottingham Forest    | 2–2       | Blackpool               |
| Manchester City      | 5–0       | Huddersfield Town       |
| Arsenal              | 0–2       | Liverpool               |
| Wigan Athletic       | 0–2       | Manchester United       |

| Equipo 1                | Resultado | Equipo 2          |
| ----------------------- | --------- | ----------------- |
| Wolverhampton Wanderers | 3–2       | Brentford         |
| Bolton Wanderers        | 1–2       | Luton Town        |
| Bristol City            | 1–0       | West Ham United   |
| Eastleigh               | 1–3       | Newport County    |
| Birmingham City         | 2–1       | Hull City         |
| Bristol Rovers          | 1–3       | Norwich City      |
| Everton                 | 1–0       | Crystal Palace    |
| Blackpool               | 2–3       | Nottingham Forest |

## Cuarta ronda
La Cuarta ronda o 16vos de Final de la FA Cup 2023-24 se disputaron del 25 al 29 de enero de 2024.
El sorteo de la cuarta ronda se llevó a cabo el 8 de enero de 2024 y consistió de los 32 ganadores de la ronda anterior. En caso de empate hubo partido de desempate (replay). El Maidstone United de la sexta división fue el equipo de la división más baja en esta ronda.
| Equipo 1             | Resultado | Equipo 2                |
| -------------------- | --------- | ----------------------- |
| Bournemouth          | 5–0       | Swansea City            |
| Chelsea              | 0–0       | Aston Villa             |
| Sheffield Wednesday  | 1–1       | Coventry City           |
| Bristol City         | 0–0       | Nottingham Forest       |
| Tottenham Hotspur    | 0–1       | Manchester City         |
| Ipswich Town         | 1–2       | Maidstone United        |
| Everton              | 1–2       | Luton Town              |
| Leeds United         | 1–1       | Plymouth Argyle         |
| Leicester City       | 3–0       | Birmingham City         |
| Sheffield United     | 2–5       | Brighton & Hove Albion  |
| Fulham               | 0–2       | Newcastle United        |
| West Bromwich Albion | 0–2       | Wolverhampton Wanderers |
| Watford              | 1–1       | Southampton             |
| Liverpool            | 5–2       | Norwich City            |
| Newport County       | 2–4       | Manchester United       |
| Blackburn Rovers     | 4–1       | Wrexham                 |

| Equipo 1          | Resultado    | Equipo 2            |
| ----------------- | ------------ | ------------------- |
| Southampton       | 3–0          | Watford             |
| Coventry City     | 4–1          | Sheffield Wednesday |
| Plymouth Argyle   | 1–4          | Leeds United        |
| Nottingham Forest | 1–1 (5–3 p.) | Bristol City        |
| Aston Villa       | 1–3          | Chelsea             |

## Cuadro de desarrollo
|  | Octavos de final        | Octavos de final        | Octavos de final    |                   |                         | Cuartos de final        | Cuartos de final | Cuartos de final |  |                 | Semifinales      | Semifinales      | Semifinales      |  |                 | Final           | Final      | Final      |  |
|  | 26 al 28 de febrero     | 26 al 28 de febrero     | 26 al 28 de febrero |                   |                         | 16 y 17 de marzo        | 16 y 17 de marzo | 16 y 17 de marzo |  |                 | 20 y 21 de abril | 20 y 21 de abril | 20 y 21 de abril |  |                 | 25 de mayo      | 25 de mayo | 25 de mayo |  |
|  |                         |                         |                     |                   |                         |                         |                  |                  |  |                 |                  |                  |                  |  |                 |                 |            |            |  |
|  |                         |                         |                     |                   |                         |                         |                  |                  |  |                 |                  |                  |                  |  |                 |                 |            |            |  |
|  | Luton Town              | Luton Town              | 2                   |                   |                         |                         |                  |                  |  |                 |                  |                  |                  |  |                 |                 |            |            |  |
|  | Luton Town              | Luton Town              | 2                   |                   |                         |                         |                  |                  |  |                 |                  |                  |                  |  |                 |                 |            |            |  |
|  | Manchester City         | Manchester City         | 6                   |                   |                         |                         |                  |                  |  |                 |                  |                  |                  |  |                 |                 |            |            |  |
|  | Manchester City         | Manchester City         | 6                   |                   | Manchester City         | Manchester City         | 2                |                  |  |                 |                  |                  |                  |  |                 |                 |            |            |  |
|  |                         |                         |                     |                   | Manchester City         | Manchester City         | 2                |                  |  |                 |                  |                  |                  |  |                 |                 |            |            |  |
|  |                         |                         | Newcastle United    | Newcastle United  | 0                       |                         |                  |                  |  |                 |                  |                  |                  |  |                 |                 |            |            |  |
|  | Blackburn Rovers        | Blackburn Rovers        | Newcastle United    | Newcastle United  | 0                       | 1 (3)                   |                  |                  |  |                 |                  |                  |                  |  |                 |                 |            |            |  |
|  | Blackburn Rovers        | Blackburn Rovers        |                     |                   |                         |                         |                  |                  |  |                 |                  |                  |                  |  |                 |                 |            |            |  |
|  | Newcastle United        | Newcastle United        | 1 (4)               |                   |                         |                         |                  |                  |  |                 |                  |                  |                  |  |                 |                 |            |            |  |
|  | Newcastle United        | Newcastle United        | 1 (4)               |                   |                         |                         |                  |                  |  | Manchester City | Manchester City  | 1                |                  |  |                 |                 |            |            |  |
|  |                         |                         |                     |                   |                         |                         |                  |                  |  | Manchester City | Manchester City  | 1                |                  |  |                 |                 |            |            |  |
|  |                         |                         | Chelsea             | Chelsea           | 0                       |                         |                  |                  |  |                 |                  |                  |                  |  |                 |                 |            |            |  |
|  | Chelsea                 | Chelsea                 | Chelsea             | Chelsea           | 0                       | 3                       |                  |                  |  |                 |                  |                  |                  |  |                 |                 |            |            |  |
|  | Chelsea                 | Chelsea                 |                     |                   |                         |                         |                  |                  |  |                 |                  |                  |                  |  |                 |                 |            |            |  |
|  | Leeds United            | Leeds United            | 2                   |                   |                         |                         |                  |                  |  |                 |                  |                  |                  |  |                 |                 |            |            |  |
|  | Leeds United            | Leeds United            | 2                   |                   | Chelsea                 | Chelsea                 | 4                |                  |  |                 |                  |                  |                  |  |                 |                 |            |            |  |
|  |                         |                         |                     |                   | Chelsea                 | Chelsea                 | 4                |                  |  |                 |                  |                  |                  |  |                 |                 |            |            |  |
|  |                         |                         | Leicester City      | Leicester City    | 2                       |                         |                  |                  |  |                 |                  |                  |                  |  |                 |                 |            |            |  |
|  | Bournemouth             | Bournemouth             | Leicester City      | Leicester City    | 2                       | 0                       |                  |                  |  |                 |                  |                  |                  |  |                 |                 |            |            |  |
|  | Bournemouth             | Bournemouth             |                     |                   |                         |                         |                  |                  |  |                 |                  |                  |                  |  |                 |                 |            |            |  |
|  | Leicester City          | Leicester City          | 1                   |                   |                         |                         |                  |                  |  |                 |                  |                  |                  |  |                 |                 |            |            |  |
|  | Leicester City          | Leicester City          | 1                   |                   |                         |                         |                  |                  |  |                 |                  |                  |                  |  | Manchester City | Manchester City | 1          |            |  |
|  |                         |                         |                     |                   |                         |                         |                  |                  |  |                 |                  |                  |                  |  | Manchester City | Manchester City | 1          |            |  |
|  |                         |                         | Manchester United   | Manchester United | 2                       |                         |                  |                  |  |                 |                  |                  |                  |  |                 |                 |            |            |  |
|  | Wolverhampton Wanderers | Wolverhampton Wanderers | Manchester United   | Manchester United | 2                       | 1                       |                  |                  |  |                 |                  |                  |                  |  |                 |                 |            |            |  |
|  | Wolverhampton Wanderers | Wolverhampton Wanderers |                     |                   |                         |                         |                  |                  |  |                 |                  |                  |                  |  |                 |                 |            |            |  |
|  | Brighton & Hove Albion  | Brighton & Hove Albion  | 0                   |                   |                         |                         |                  |                  |  |                 |                  |                  |                  |  |                 |                 |            |            |  |
|  | Brighton & Hove Albion  | Brighton & Hove Albion  | 0                   |                   | Wolverhampton Wanderers | Wolverhampton Wanderers | 2                |                  |  |                 |                  |                  |                  |  |                 |                 |            |            |  |
|  |                         |                         |                     |                   | Wolverhampton Wanderers | Wolverhampton Wanderers | 2                |                  |  |                 |                  |                  |                  |  |                 |                 |            |            |  |
|  |                         |                         | Coventry City       | Coventry City     | 3                       |                         |                  |                  |  |                 |                  |                  |                  |  |                 |                 |            |            |  |
|  | Coventry City           | Coventry City           | Coventry City       | Coventry City     | 3                       | 5                       |                  |                  |  |                 |                  |                  |                  |  |                 |                 |            |            |  |
|  | Coventry City           | Coventry City           |                     |                   |                         |                         |                  |                  |  |                 |                  |                  |                  |  |                 |                 |            |            |  |
|  | Maidstone United        | Maidstone United        | 0                   |                   |                         |                         |                  |                  |  |                 |                  |                  |                  |  |                 |                 |            |            |  |
|  | Maidstone United        | Maidstone United        | 0                   |                   |                         |                         |                  |                  |  | Coventry City   | Coventry City    | 3 (2)            |                  |  |                 |                 |            |            |  |
|  |                         |                         |                     |                   |                         |                         |                  |                  |  | Coventry City   | Coventry City    | 3 (2)            |                  |  |                 |                 |            |            |  |
|  |                         |                         | Manchester United   | Manchester United | 3 (4)                   |                         |                  |                  |  |                 |                  |                  |                  |  |                 |                 |            |            |  |
|  | Nottingham Forest       | Nottingham Forest       | Manchester United   | Manchester United | 3 (4)                   | 0                       |                  |                  |  |                 |                  |                  |                  |  |                 |                 |            |            |  |
|  | Nottingham Forest       | Nottingham Forest       |                     |                   |                         |                         |                  |                  |  |                 |                  |                  |                  |  |                 |                 |            |            |  |
|  | Manchester United       | Manchester United       | 1                   |                   |                         |                         |                  |                  |  |                 |                  |                  |                  |  |                 |                 |            |            |  |
|  | Manchester United       | Manchester United       | 1                   |                   | Manchester United       | Manchester United       | 4                |                  |  |                 |                  |                  |                  |  |                 |                 |            |            |  |
|  |                         |                         |                     |                   | Manchester United       | Manchester United       | 4                |                  |  |                 |                  |                  |                  |  |                 |                 |            |            |  |
|  |                         |                         | Liverpool           | Liverpool         | 3                       |                         |                  |                  |  |                 |                  |                  |                  |  |                 |                 |            |            |  |
|  | Liverpool               | Liverpool               | Liverpool           | Liverpool         | 3                       | 3                       |                  |                  |  |                 |                  |                  |                  |  |                 |                 |            |            |  |
|  | Liverpool               | Liverpool               |                     |                   |                         |                         |                  |                  |  |                 |                  |                  |                  |  |                 |                 |            |            |  |
|  | Southampton             | Southampton             | 0                   |                   |                         |                         |                  |                  |  |                 |                  |                  |                  |  |                 |                 |            |            |  |
|  | Southampton             | Southampton             | 0                   |                   |                         |                         |                  |                  |  |                 |                  |                  |                  |  |                 |                 |            |            |  |
|  |                         |                         |                     |                   |                         |                         |                  |                  |  |                 |                  |                  |                  |  |                 |                 |            |            |  |

## Octavos de final
La Quinta ronda u Octavos de final de la FA Cup 2023-24 se disputaron del 26 al 28 de febrero de 2024.
El sorteo de la quinta ronda se llevó a cabo el 28 de enero de 2024 y consistió de los 16 ganadores de la ronda anterior. Desde esta ronda, en caso de empate hubo tiempos extra y, de persistir, tanda de penales. El Maidstone United de la sexta división fue el primer equipo por fuera de las primeras cinco divisiones en jugar esta fase desde Blyth Spartans en 1978.
| Equipo 1                | Resultado    | Equipo 2               |
| ----------------------- | ------------ | ---------------------- |
| Coventry City           | 5–0          | Maidstone United       |
| Bournemouth             | 0–1          | Leicester City         |
| Blackburn Rovers        | 1–1 (3–4 p.) | Newcastle United       |
| Luton Town              | 2–6          | Manchester City        |
| Chelsea                 | 3–2          | Leeds United           |
| Nottingham Forest       | 0–1          | Manchester United      |
| Wolverhampton Wanderers | 1–0          | Brighton & Hove Albion |
| Liverpool               | 3–0          | Southampton            |

## Cuartos de final
El sorteo de los cuartos de final o sexta ronda, tuvo lugar el 28 de febrero de 2024, consistió de los 8 ganadores de la quinta ronda. Los partidos se jugaron el 16 y 17 de marzo de 2024. Para esta ronda, en caso de empate, se utilizaron los tiempos extra y la tanda de penales si era necesario. El Coventry City de la Championship (segunda división) fue el equipo de más baja división en jugar en esta etapa.
| Equipo 1                | Resultado | Equipo 2         |
| ----------------------- | --------- | ---------------- |
| Wolverhampton Wanderers | 2–3       | Coventry City    |
| Manchester City         | 2–0       | Newcastle United |
| Chelsea                 | 4–2       | Leicester City   |
| Manchester United       | 4–3       | Liverpool        |

## Semifinales
El sorteo de las semifinales tuvo lugar el 17 de marzo de 2024, consistió de los 4 ganadores de la sexta ronda. Los partidos se jugaron el 20 y 21 de abril de 2024. Para esta ronda, en caso de empate, se utilizó tiempo extra y tanda de penales de ser necesario. Ambos juegos tuvieron lugar en el estadio de Wembley. El Coventry City de la Championship (segunda división) fue el equipo de más baja división en superar los cuartos de final y jugar esta etapa.
| Equipo 1        | Resultado    | Equipo 2          |
| --------------- | ------------ | ----------------- |
| Manchester City | 1–0          | Chelsea           |
| Coventry City   | 3–3 (2–4 p.) | Manchester United |

## Final
La final se disputó el 25 de mayo de 2024 en Wembley. 
| 25 de mayo de 2024 | Manchester City | 1:2 (0:2) | Manchester United         | Estadio de Wembley, Londres                               |                                                           |
| 15:00 (UTC+1)      | Doku 87'        | Reporte   | Garnacho 30' · Mainoo 39' | Asistencia: 84 814 espectadores Árbitro(s): Andrew Madley | Asistencia: 84 814 espectadores Árbitro(s): Andrew Madley |

### Ficha
| 18    | POR   | Stefan Ortega   |     |
| 2     | DEF   | Kyle Walker     |     |
| 5     | DEF   | John Stones     |     |
| 6     | DEF   | Nathan Aké      | 46' |
| 24    | DEF   | Joško Gvardiol  |     |
| 20    | MED   | Bernardo Silva  |     |
| 16    | MED   | Rodri           |     |
| 17    | MED   | Kevin De Bruyne | 57' |
| 8     | MED   | Mateo Kovačić   | 46' |
| 47    | MED   | Phil Foden      |     |
| 9     | DEL   | Erling Haaland  |     |
| D. T. | D. T. | Pep Guardiola   |     |

| 24    | POR   | André Onana        |       |
| 29    | DEF   | Aaron Wan-Bissaka  |       |
| 19    | DEF   | Raphaël Varane     |       |
| 6     | DEF   | Lisandro Martínez  | 73'   |
| 20    | DEF   | Diogo Dalot        |       |
| 37    | MED   | Kobbie Mainoo      |       |
| 4     | MED   | Sofyan Amrabat     |       |
| 17    | MED   | Alejandro Garnacho | 90+3' |
| 10    | MED   | Marcus Rashford    | 74'   |
| 8     | DEL   | Bruno Fernandes    |       |
| 39    | DEL   | Scott McTominay    | 90+3' |
| D. T. | D. T. | Erik ten Hag       |       |

| 25 | DEF | Manuel Akanji  | 46' |
| 11 | MED | Jérémy Doku    | 46' |
| 19 | DEL | Julián Álvarez | 57' |

| 35 | DEF | Jonny Evans     | 73'   |
| 9  | DEL | Rasmus Højlund  | 74'   |
| 2  | DEF | Victor Lindelöf | 90+3' |
| 7  | MED | Mason Mount     | 90+3' |

| 87' | Jérémy Doku | 1:2 |

| 30' · 39' | Alejandro Garnacho Kobbie Mainoo | 0:1 0:2 |

| 90+7' | Julián Álvarez |

| 45' · 90+5' | Kobbie Mainoo Scott McTominay |

| Principal  | Andrew Madley |
| Asistentes | Harry Lennard |
|            | Nick Hopton   |
| Cuarto     | Simon Hooper  |

| VAR            | Michael Oliver |
| Asistentes VAR | Stuart Burt    |

|                    |       |       |
| Tiros              | 19    | 11    |
| Tiros a puerta     | 4     | 5     |
| Faltas             | 7     | 11    |
| Saques de esquina  | 7     | 1     |
| Posesión del balón | 73.5% | 26.5% |

| Alineación inicial |

| 18    | POR   | Stefan Ortega   |     |
| 2     | DEF   | Kyle Walker     |     |
| 5     | DEF   | John Stones     |     |
| 6     | DEF   | Nathan Aké      | 46' |
| 24    | DEF   | Joško Gvardiol  |     |
| 20    | MED   | Bernardo Silva  |     |
| 16    | MED   | Rodri           |     |
| 17    | MED   | Kevin De Bruyne | 57' |
| 8     | MED   | Mateo Kovačić   | 46' |
| 47    | MED   | Phil Foden      |     |
| 9     | DEL   | Erling Haaland  |     |
| D. T. | D. T. | Pep Guardiola   |     |

| 24    | POR   | André Onana        |       |
| 29    | DEF   | Aaron Wan-Bissaka  |       |
| 19    | DEF   | Raphaël Varane     |       |
| 6     | DEF   | Lisandro Martínez  | 73'   |
| 20    | DEF   | Diogo Dalot        |       |
| 37    | MED   | Kobbie Mainoo      |       |
| 4     | MED   | Sofyan Amrabat     |       |
| 17    | MED   | Alejandro Garnacho | 90+3' |
| 10    | MED   | Marcus Rashford    | 74'   |
| 8     | DEL   | Bruno Fernandes    |       |
| 39    | DEL   | Scott McTominay    | 90+3' |
| D. T. | D. T. | Erik ten Hag       |       |

| 25 | DEF | Manuel Akanji  | 46' |
| 11 | MED | Jérémy Doku    | 46' |
| 19 | DEL | Julián Álvarez | 57' |

| 35 | DEF | Jonny Evans     | 73'   |
| 9  | DEL | Rasmus Højlund  | 74'   |
| 2  | DEF | Victor Lindelöf | 90+3' |
| 7  | MED | Mason Mount     | 90+3' |

| 87' | Jérémy Doku | 1:2 |

| 30' · 39' | Alejandro Garnacho Kobbie Mainoo | 0:1 0:2 |

| 90+7' | Julián Álvarez |

| 45' · 90+5' | Kobbie Mainoo Scott McTominay |

| Principal  | Andrew Madley |
| Asistentes | Harry Lennard |
|            | Nick Hopton   |
| Cuarto     | Simon Hooper  |

| VAR            | Michael Oliver |
| Asistentes VAR | Stuart Burt    |

|                    |       |       |
| Tiros              | 19    | 11    |
| Tiros a puerta     | 4     | 5     |
| Faltas             | 7     | 11    |
| Saques de esquina  | 7     | 1     |
| Posesión del balón | 73.5% | 26.5% |

| Alineación inicial |

| 18    | POR   | Stefan Ortega   |     |
| 2     | DEF   | Kyle Walker     |     |
| 5     | DEF   | John Stones     |     |
| 6     | DEF   | Nathan Aké      | 46' |
| 24    | DEF   | Joško Gvardiol  |     |
| 20    | MED   | Bernardo Silva  |     |
| 16    | MED   | Rodri           |     |
| 17    | MED   | Kevin De Bruyne | 57' |
| 8     | MED   | Mateo Kovačić   | 46' |
| 47    | MED   | Phil Foden      |     |
| 9     | DEL   | Erling Haaland  |     |
| D. T. | D. T. | Pep Guardiola   |     |

| 24    | POR   | André Onana        |       |
| 29    | DEF   | Aaron Wan-Bissaka  |       |
| 19    | DEF   | Raphaël Varane     |       |
| 6     | DEF   | Lisandro Martínez  | 73'   |
| 20    | DEF   | Diogo Dalot        |       |
| 37    | MED   | Kobbie Mainoo      |       |
| 4     | MED   | Sofyan Amrabat     |       |
| 17    | MED   | Alejandro Garnacho | 90+3' |
| 10    | MED   | Marcus Rashford    | 74'   |
| 8     | DEL   | Bruno Fernandes    |       |
| 39    | DEL   | Scott McTominay    | 90+3' |
| D. T. | D. T. | Erik ten Hag       |       |

| 25 | DEF | Manuel Akanji  | 46' |
| 11 | MED | Jérémy Doku    | 46' |
| 19 | DEL | Julián Álvarez | 57' |

| 35 | DEF | Jonny Evans     | 73'   |
| 9  | DEL | Rasmus Højlund  | 74'   |
| 2  | DEF | Victor Lindelöf | 90+3' |
| 7  | MED | Mason Mount     | 90+3' |

| 87' | Jérémy Doku | 1:2 |

| 30' · 39' | Alejandro Garnacho Kobbie Mainoo | 0:1 0:2 |

| 90+7' | Julián Álvarez |

| 45' · 90+5' | Kobbie Mainoo Scott McTominay |

| Principal  | Andrew Madley |
| Asistentes | Harry Lennard |
|            | Nick Hopton   |
| Cuarto     | Simon Hooper  |

| VAR            | Michael Oliver |
| Asistentes VAR | Stuart Burt    |

|                    |       |       |
| Tiros              | 19    | 11    |
| Tiros a puerta     | 4     | 5     |
| Faltas             | 7     | 11    |
| Saques de esquina  | 7     | 1     |
| Posesión del balón | 73.5% | 26.5% |

| Alineación inicial |

| 18    | POR   | Stefan Ortega   |     |
| 2     | DEF   | Kyle Walker     |     |
| 5     | DEF   | John Stones     |     |
| 6     | DEF   | Nathan Aké      | 46' |
| 24    | DEF   | Joško Gvardiol  |     |
| 20    | MED   | Bernardo Silva  |     |
| 16    | MED   | Rodri           |     |
| 17    | MED   | Kevin De Bruyne | 57' |
| 8     | MED   | Mateo Kovačić   | 46' |
| 47    | MED   | Phil Foden      |     |
| 9     | DEL   | Erling Haaland  |     |
| D. T. | D. T. | Pep Guardiola   |     |

| 24    | POR   | André Onana        |       |
| 29    | DEF   | Aaron Wan-Bissaka  |       |
| 19    | DEF   | Raphaël Varane     |       |
| 6     | DEF   | Lisandro Martínez  | 73'   |
| 20    | DEF   | Diogo Dalot        |       |
| 37    | MED   | Kobbie Mainoo      |       |
| 4     | MED   | Sofyan Amrabat     |       |
| 17    | MED   | Alejandro Garnacho | 90+3' |
| 10    | MED   | Marcus Rashford    | 74'   |
| 8     | DEL   | Bruno Fernandes    |       |
| 39    | DEL   | Scott McTominay    | 90+3' |
| D. T. | D. T. | Erik ten Hag       |       |

| 25 | DEF | Manuel Akanji  | 46' |
| 11 | MED | Jérémy Doku    | 46' |
| 19 | DEL | Julián Álvarez | 57' |

| 35 | DEF | Jonny Evans     | 73'   |
| 9  | DEL | Rasmus Højlund  | 74'   |
| 2  | DEF | Victor Lindelöf | 90+3' |
| 7  | MED | Mason Mount     | 90+3' |

| 87' | Jérémy Doku | 1:2 |

| 30' · 39' | Alejandro Garnacho Kobbie Mainoo | 0:1 0:2 |

| 90+7' | Julián Álvarez |

| 45' · 90+5' | Kobbie Mainoo Scott McTominay |

| Principal  | Andrew Madley |
| Asistentes | Harry Lennard |
|            | Nick Hopton   |
| Cuarto     | Simon Hooper  |

| VAR            | Michael Oliver |
| Asistentes VAR | Stuart Burt    |

|                    |       |       |
| Tiros              | 19    | 11    |
| Tiros a puerta     | 4     | 5     |
| Faltas             | 7     | 11    |
| Saques de esquina  | 7     | 1     |
| Posesión del balón | 73.5% | 26.5% |

| Alineación inicial |

|                       |
| Campeón               |
| Bandera de Inglaterra |
| Manchester United     |
| 13.° título           |

## Goleadores
Datos actualizados al 25 de mayo de 2024 según la BBC.
| Posición | Jugador         | Club                   | Goles |
| -------- | --------------- | ---------------------- | ----- |
| 1        | Ellis Simms     | Coventry City          | 6     |
| 1        | Sammie Szmodics | Blackburn Rovers       | 6     |
| 3        | Erling Haaland  | Manchester City        | 5     |
| 3        | João Pedro      | Brighton & Hove Albion | 5     |
| 5        | Kyle Wootton    | Stockport County       | 4     |
| 5        | Callum O'Hare   | Coventry City          | 4     |